# Edward Chen

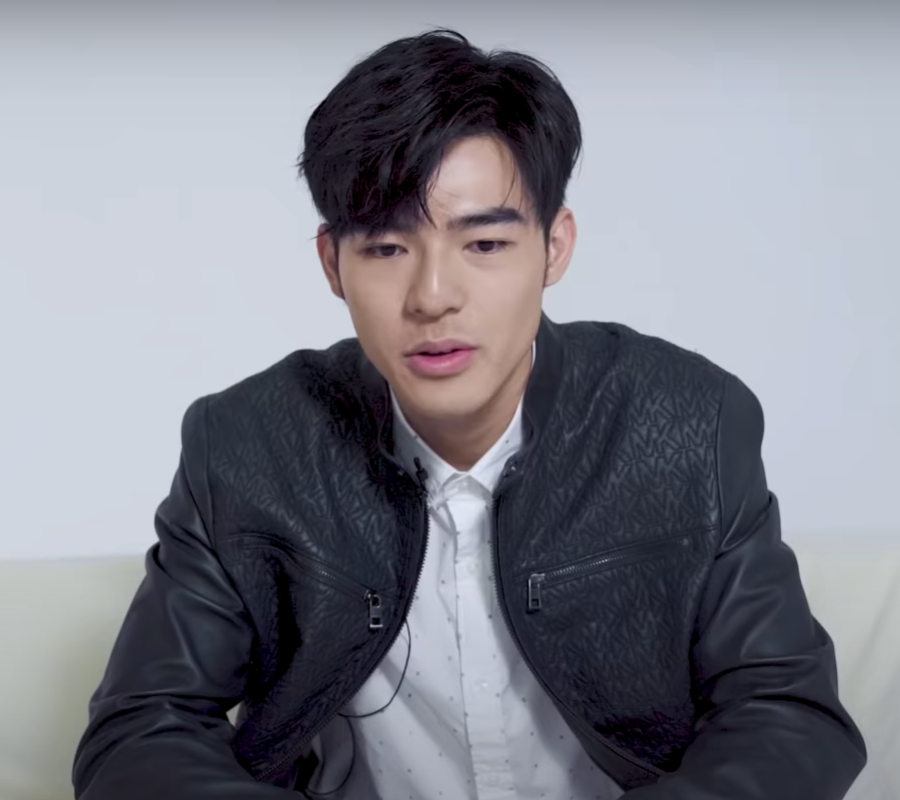
Edward Chen bei einem Interview (2020)

Edward Chen Hao-sen (chinesisch 陳昊森 / 陈昊森, Pinyin Chén Hàosēn, * 2. August 1996 in Taichung) ist ein taiwanischer Schauspieler und Sänger, der für seine Rollen in der Miniserie The Balloon sowie im Film Your Name Engraved Herein bekannt ist.

## Leben
Edward Chen absolvierte eine Ausbildung an der Hsing-Wu-Universität für Naturwissenschaft und Technik und unterzeichnete 2020 einen Vertrag mit Huayan Music und veröffentlichte das Titellied für den Film Your Name Engraved Herein. Für diesen Song wurde er im selben Jahr beim Golden Horse Film Festival in der Kategorie Bester Originalsong nominiert und konnte diesen Preis auch gewinnen. Er war zudem als Best New Performer nominiert. Seit 2017 war er in mehreren Film- und vor allem Fernsehproduktionen zu sehen.

## Filmografie (Auswahl)
- 2017: Red Balloon (Hong Se Qi Qiu, Miniserie, 8 Folgen)
- 2018: Bad Boy Symphony
- 2020: The Name Engraved in Your Heart
- 2021: Who Killed the Good Man
- 2022: Lesson in Love (Fernsehserie, 12 Folgen)
- 2022: The Post-Truth World
- 2023: Scamsgiving
- 2023: Ti yu li chang (Fernsehserie, 4 Folgen)